# Porthos
Porthos, cujo verdadeiro nome é Isaac de Portau, nasceu em Pau, em 2 de Fevereiro de 1617 e morreu em data desconhecida. É um d'Os Três Mosqueteiros, personagens do romance histórico escrito pelo francês Alexandre Dumas em 1844. Este escritor dá-lhe uma personalidade alegre, vaidosa e muito divertida.

## Biografia

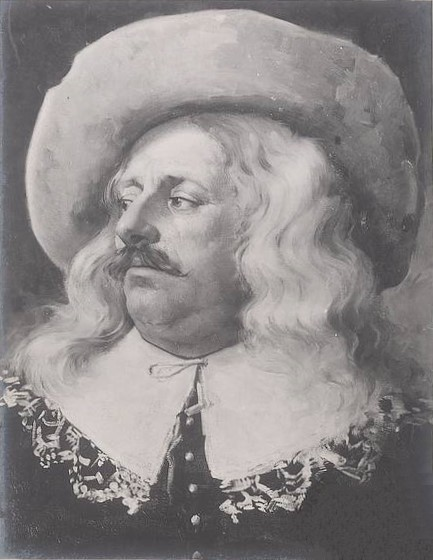
Porthos

Sabe-se que Porthos pertencia a uma família protestante do Béarn, originária de Gan. Seu pai era secretário do rei e dos estados da Navarra, o que fazia dele um personagem importante. Ele comprou feudos  , tornando-se assim um nobre.
Como Athos, Porthos entra para o Exército. Também como ele, na qualidade de caçula da família, começa como membro da Guarda Francesa, na Companhia "des Essarts" (François de Guillon, senhor des Essarts, era cunhado de M. de Tréville, que o havia recomendado). Encontrava-se assim nesta companhia quando d'Artagnan entrou por seu turno, em 1640, e, desta forma, prestaram o serviço juntos. É encontrado em 1642, em Perpignan, e depois em Lyon, ainda na mesma companhia. Já em 1643, Porthos passa para os Mosqueteiros, no mesmo ano da morte de Athos.
Depois disto, perde-se seu rastro e não se sabe o que lhe aconteceu nem onde ou quando faleceu.

## O personagem fictício

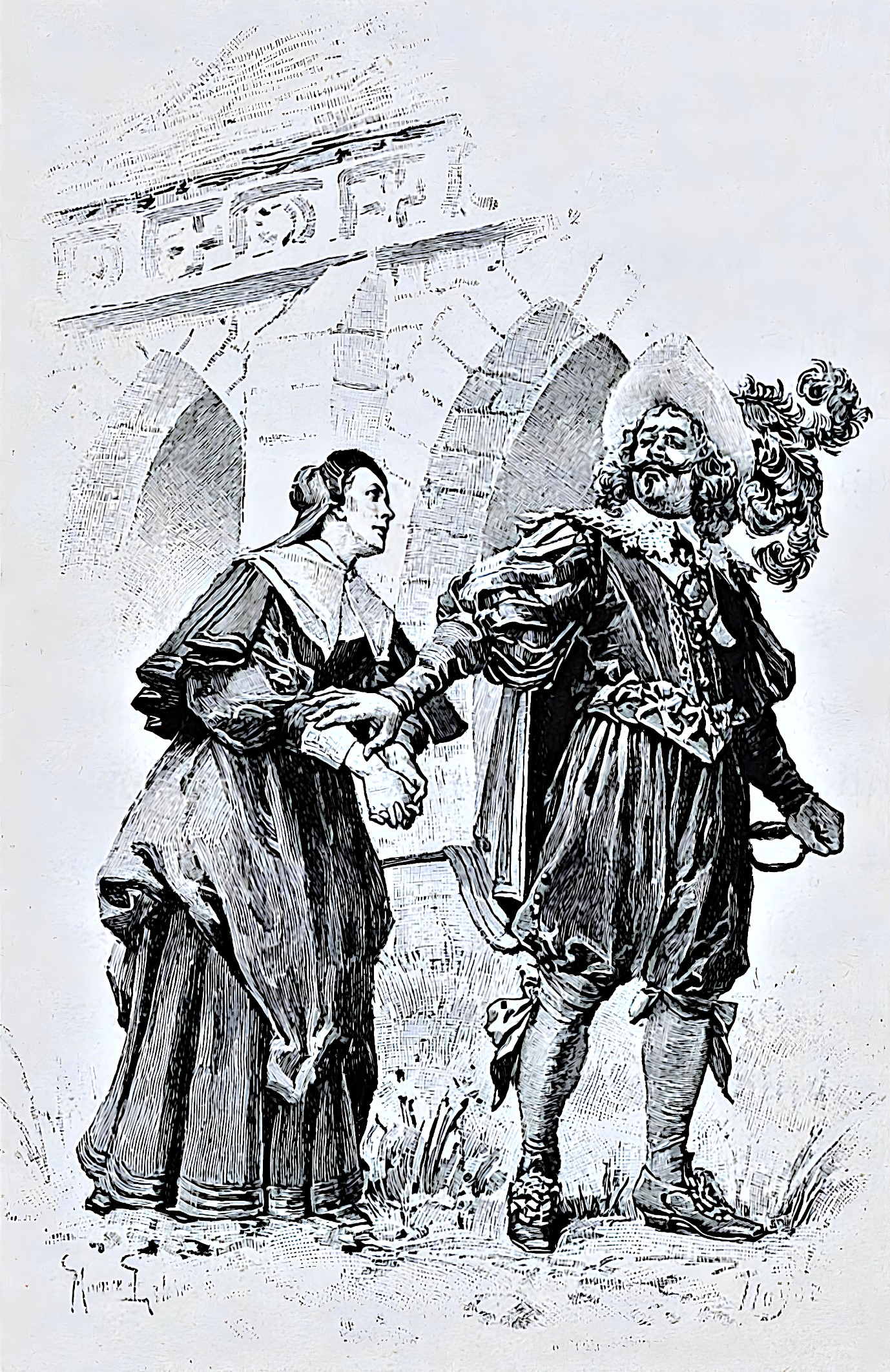
Porthos e madame Coquenard. Gravura de Jules Huyot a partir de um desenho de Maurice Leloir para uma reedição do romance Os Três Mosqueteiros de Alexandre Dumas, Paris, Calmann-Lévy, 1894

O escritor francês Alexandre Dumas faz do mosqueteiro Porthos um fiel companheiro do personagem principal de seu romance histórico, "Os Três Mosqueteiros", d'Artagnan, simples e direito, provido de força hercúlea. Seu verdadeiro nome de família no romance é "du Vallon" ; seu primeiro nome não é revelado ao leitor. Homem rude e bom, mas também sem delicadeza e vaidoso, ele deixará o serviço militar após o Cerco de La Rochelle (1627-1628), casar-se-á com uma mulher rica e tornar-se-á Barão de Bracieux e de Pierrefonds. Em "O Visconde de Bragelonne", último volume da "Trilogia dos Mosqueteiros", será o primeiro mosqueteiro a desaparecer, esmagado por um rochedo.

### Ligações internas
- Alexandre Dumas
- Os Três Mosqueteiros